# Urban Peace
Urban Peace est une série de concerts de hip-hop se déroulant au Stade de France, en 2002, 2008 et 2013. 

## Concerts au Stade de France

### Urban Peace 1
Urban Peace est un concert de hip-hop français au Stade de France le 21 septembre 2002. Enregistré en live, il est disponible en version DVD et CD. Ce spectacle a été produit et organisé par Nadia Mourine et Karim Aklil et mis en scène par Eric Checco. 
Les principaux groupes de la scène hip-hop française ont joué pendant plus de 6 heures devant plus de 40 000 personnes réunies sous le signe de la paix et de la solidarité urbaine. 
De nombreux artistes étaient présents à l'événement, comme Nèg'marrons, Psy 4 de la rime, Ärsenik, Fonky Family, Kool Shen, JoeyStarr, B.O.S.S., Kery James, Oxmo Puccino.
Le Saïan Supa Crew devait être présent sur l'album mais en raison de retards avant leur prestation, les membres du groupe n'ont pas voulu apparaître sur le CD et le DVD [pas clair]. Le groupe Sniper devait aussi être présent sur le DVD mais la prestation du groupe a dû être censurée car ils sont arrivés sur scène en fumant du cannabis [réf. nécessaire].

### Urban Peace 2
Une nouvelle édition de cet événement a eu lieu le 4 octobre 2008 de 18 h 00 à 23 h 00 environ au Stade de France. Les artistes participants à ce concert étaient : Kenza Farah, Sinik, Rohff, Booba, Falkoniform (collectif pushka), Soprano & Psy4 De La Rime, TLF, Léa Castel, Kery James, Rim'K du 113, Mala (92i), Tunisiano de Sniper et Sefyu, les artistes présents sur la compil Rai'n'b Fever 3 et Zaho. Le concert s'est déroulé devant 47 602 personnes (chiffre confirmé sur le planète rap mag de Skyrock)[réf. nécessaire]. DJ Kore et DJ Belek ont joué un set spécial rai'n'b fever au milieu du concert. 
Un  CD / DVD est sorti le 3 août [réf. nécessaire]; sortie normalement imprévue mais Laurent Bounneau, Directeur des programmes de Skyrock, s'est battu pour que ce CD / DVD soit mis en vente [réf. nécessaire]. 
Un incident s'est déroulé durant ce concert : Booba, répondant à des jets de projectiles venant d'une partie du public, lance une bouteille de whisky sur un spectateur (qui n'a pas été touché) avant de quitter la scène. Il se plaindra ensuite de la mauvaise organisation de l'événement : « Ça n’aurait pas dû arriver. Mon geste comme le comportement du public. Je n'avais jamais vu une organisation laisser faire une foule aussi indisciplinée. ». 

### Urban Peace 3
L'évènement se déroule le 28 septembre 2013 au Stade de France. Coproduit par Skyrock, Universal et Sdf Prod, Urban Peace est placé sous le signe de "la paix et de la solidarité urbaine". 
Sexion d'Assaut et IAM sont annoncés comme têtes d'affiche. Orelsan, Psy 4 de la Rime, La Fouine, Youssoupha, Stromae, Maitre Gims en solo ainsi que DJ Abdel et Eklips seront aussi présents.
Certains artistes sont absents, comme Booba,, Kery James, Sniper ou encore Rohff, certains d'entre eux ayant participé l'année précédente ou ayant été annoncés pour cette édition.
Plusieurs "petits nouveaux ayant percé" ou ayant "pris du poids" depuis l'édition précédente reviennent (Orelsan, Sexion d'Assaut, La Fouine, Youssoupha, Stromae, Maitre Gims).
IAM et DJ Abdel sont aussi présents. 
Petite nouveauté présence d'un rappeur imitateur, Eklips. 
Cette édition est très critiquée par le fait que les artistes présents soient tous confirmés, ayant chacun au minimum un disque d'or, et par le fait que les artistes "en devenir" n'ont pas leur place dans cette édition contrairement aux éditions précédentes, où on pouvait voir TLF, Cifack ou Mala par exemple. 
Un petit peu avant 22h, l'animateur Difool a indiqué en direct sur Skyrock qu'il "allait être un peu compliqué que Rohff assure son live", laissant donc supposer que l'artiste annulait au dernier moment sa prestation. Rohff a ensuite confirmé l'annulation de son passage sur Twitter car l'organisation voulait réduire son temps de 13 à 6 minutes, à la suite des jets de projectiles (pétards, bouteilles.) lors du passage de La fouine. Stromae joue l'alcoolique pour son titre Formidable et reprend son premier hit Alors on danse. Pour cette troisième édition, le stade est rempli aux trois quarts, soit un peu plus que lors des deux premières éditions .

## CD
Un double CD live est sorti après la première édition d'Urban Peace.

### CD1
1. Oxmo Puccino - J'ai mal au mic (3:05)
2. Oxmo Puccino feat. Kate - Avoir des potes (4:31)
3. Lord Kossity - Pum pum (3:29)
4. Lord Kossity - Morenas (4:07)
5. Disiz la Peste - Not son tourne (1:41)
6. Disiz la Peste feat. Éloquence & Treyz - J'pète les plombs (4:06)
7. Sully Sefil - Hip Hop de dingue (3:40)
8. Sully Sefil - J'voulais (4:11)
9. Busta Flex - Fat beat, fat flow (3:47)
10. Busta Flex - Nuff respect (4:49)
11. Psy4 De La Rime - Le son des bandits (4:09)
12. Psy4 De La Rime - Block party (2:54)
13. 3e Œil - Si triste (4:18)
14. Sniper - Medley (7:28)
15. Sniper - Quand on te dit (2:46)
16. Pit Baccardi - Medley (3:34)
17. Pit Baccardi feat. Jacky - Enfants du ghetto (3:43)
18. Nèg' Marrons - Le bilan (4:16)
19. Nèg' Marrons - Medley (8:40)

### CD2
1. Ärsenik - Regarde le monde (5:24)
2. Ärsenik - P.O.I.S.O.N. (4:53)
3. IV My People (Kool Shen & Zoxea) - Œil pour œil, dent pour dent (3:02)
4. IV My People (Kool Shen & Toy) - Are you ready ? (3:53)
5. Lady Laistee feat. Lynnsha - Diamant noir (3:43)
6. Lady Laistee - Un peu de respect (3:26)
7. B.O.S.S. (Jaeyez & Fat Cap feat. JoeyStarr) - Comme des fous (5:27)
8. B.O.S.S. (Naja, Iron Sy, Fat Cap & Jaeyez) - C'est le B.O. (5:09)
9. Fonky Family - Haute tension (4:38)
10. Fonky Family - Art 2 rue (5:29)
11. Matt - Medley (4:53)
12. Matt feat. Sat - Hotel motel (4:18)
13. 113 - Medley (8:47)
14. 113 & Rohff - Le chant du vice (3:38)
15. Kery James - Cesser le feu (1:20)
16. Kery James - 2 Issues (5:49)
17. Kery James - Y a pas d'couleur (5:22)